# نخر عظمي ناتج عن قلة الضغط
النخر العظمي الناتج عن قلة الضغط (بالإنجليزية: Dysbaric osteonecrosis) شكل من أشكال النخر اللاوعائي يموت فيه جزء من العظم ويُعتقد أنه ناجم عن صمة نيتروجينية (انسداد الأوعية الدموية بواسطة فقاعة من النيتروجين) لدى الغواصين. رغم من أن الآلية المرضية النهائية غير مفهومة جيدًا، توجد العديد من الفرضيات:
- النيتروجين داخل أو خارج الأوعية الدموية في العظام، «الصمة النيتروجينية».
- التأثيرات الغازية الإسموزية الناتجة عن الضغط داخل النقي.
- صمة دهنية
- زيادة تركيز الدم وزيادة قابليته للتخثر.

## المظاهر السريرية
تبدأ الآفة كمنطقة احتشاء موضعية، وعادةً بدون أعراض. لا يمكن كشف الآفات مبكرًا باستخدام التصوير الشعاعي، ولكن، مع مرور الوقت تتطور مناطق العتامة الإشعاعية (الكثافة) بشكل يتناسب مع درجة تلف العظام. عادةً ما تشمل الآفات العرضية أسطح المفاصل ومناطق الكسور حيث تحدث محاولة الشفاء العفوي. تحدث هذه العملية على مدى أشهر إلى سنوات وتؤدي في النهاية إلى التهاب المفاصل المعوق، خاصةً رأس الفخذ (الورك).
عادةً ما تكون آفات دي أوه إن ثنائية الجانب وتحدث عادةً عند طرفي عظم الفخذ وفي الطرف القريب من عظم العضد. عادةً ما تظهر الأعراض فقط عند إصابة سطح المفصل، وهو ما لا يحدث إلا بعد فترة طويلة من التعرض لبيئة عالية الضغط. يعزى الضرر الأولي إلى تشكل الفقاعات، وقد تكون نوبة واحدة كافية، ولكن حدوثها يكون متقطعًا ويرتبط عمومًا بفترات طويلة نسبيًا من التعرض للضغط العالي، والمسببات المرضية غير مؤكدة.

## التشخيص
يتم التشخيص عن طريق التصوير بالأشعة السينية/بالرنين المغناطيسي وله خمسة تصنيفات مرتبطة بالمناطق المجاورة للمفصل وتصنيفات مرتبطة بالجبهة والرقبة وجسم العظم تشير إلى علامات إشعاعية مبكرة.
في البداية، يحدث تفلطح في الأسطح المفصلية وترقق الغضاريف مع تشكل نابتات عظمية. في الآفات المجاورة للمفاصل بدون أعراض، يوجد تموّت عظمي ونقوي منفصل عن العظام الحية بواسطة خط من الكولاجين الكثيف. تتشكل كيسات مجهرية، وتمتلئ بمواد نخرية، ويحدث نخر هائل مع استبدال العظم الإسفنجي ببقايا الآفات المنهارة.

## العلاج
العلاج صعب، وغالبًا ما يتطلب استبدال المفصل. يحدث تحسن عفوي أحيانًا ولا تترقى بعض الآفات المجاورة للمفاصل إلى درجة الانهيار. تشمل العلاجات الأخرى التثبيت وقطع عظم الفخذ. يعد تطعيم العظم الإسفنجي ذا فائدة ضئيلة.

## المآل
إذا لم يتعرض الغواص لعمق شديد وتخفيف الضغط وظهرت حالة دي أوه إن، قد يكون لديه ميل مسبق للحالة. يجب تقييد الغوص إلى عمق ضحل فقط. يتعرض الغواصون الذين عانوا من دي أوه إن لزيادة خطر حدوث كسر مستقبلي في الآفة المجاورة للمفصل في أثناء الغوص، وقد يواجهون مضاعفات عند استبدال المفصل مستقبلًا. نظرًا لسن الشباب الذين يتأثرون عادةً، لا تتوفر بيانات كافية حول مضاعفات استبدال المفصل.
هناك احتمالية لتفاقم حالة دي أوه إن عند إجراء أي غوص يكون فيه حاجة لتخفيف الضغط أو الغوص التجريبي أو الغوص باستخدام الهيليوم. يجب تقييد الغوص الذي يشكل عبئًا جسديًا، سواء في الغوص الرياضي أو في أثناء العمل بسبب إمكانية تعرض المفصل لإجهاد غير ضروري. يجب ألا يتجاوز الغوص عمق 40 قدم/12 مترًا. تتأثر هذه المخاطر بدرجة العجز ونوع الآفة (مجاورة للمفصل أو ضمن جسم العظم).